# Anamesia serrata
Anamesia serrata är en kackerlacksart som beskrevs av Karlis Princis 1954. Anamesia serrata ingår i släktet Anamesia och familjen storkackerlackor. Inga underarter finns listade i Catalogue of Life.